# Hymenophyllum antillense
Hymenophyllum antillense är en hinnbräkenväxtart som först beskrevs och senare fick sitt nu gällande namn av George Samuel Jenman.
Hymenophyllum antillense ingår i släktet Hymenophyllum och familjen Hymenophyllaceae. Inga underarter finns listade i Catalogue of Life.